# Plaza Saint-Hubert
 (juillet 2021).
 (février 2017).
Si vous disposez d'ouvrages ou d'articles de référence ou si vous connaissez des sites web de qualité traitant du thème abordé ici, merci de compléter l'article en donnant les références utiles à sa vérifiabilité et en les liant à la section « Notes et références ».

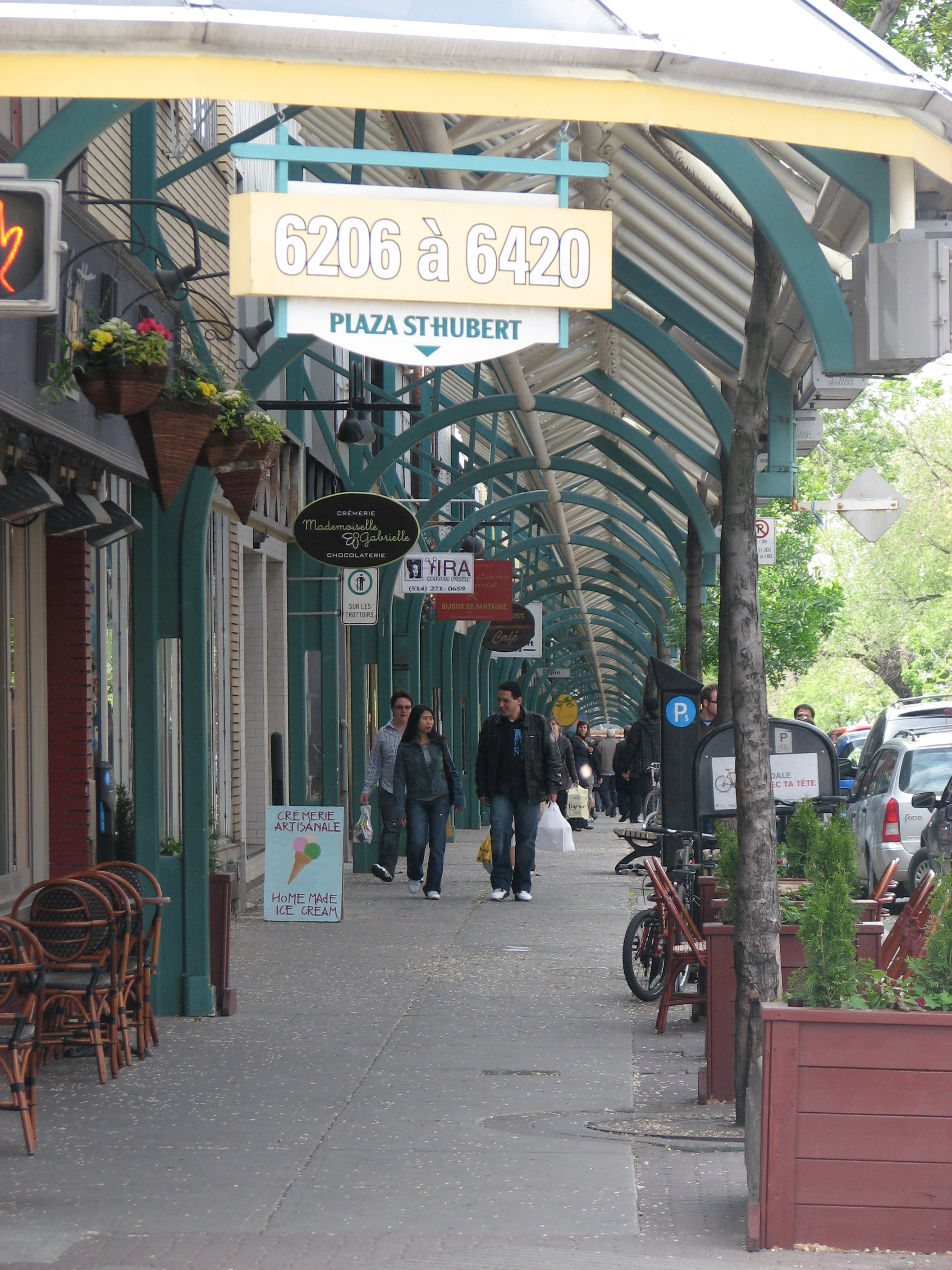
La marquise (verrière) de la Plaza St Hubert installée en 1984, au niveau de la rue Bellechasse.
La marquise (verrière) de la Plaza St Hubert installée en 2020 lors des travaux majeurs de modernisation, au niveau de la rue Jean Talon.

La Plaza Saint-Hubert ou Société de développement commercial de la Plaza St-Hubert est un regroupement de 400 commerces et entreprises de services situés sur la rue Saint-Hubert, entre les rues de Bellechasse et Jean-Talon, dans l'arrondissement Rosemont-La Petite-Patrie, à Montréal.
Créée en 1959, la Plaza se caractérise depuis 1984 par sa marquise (verrière) qui a été refaite en 2019-2020, abritant les deux trottoirs de la rue Saint-Hubert sur une distance de 1,2 km. Elle regroupe toutes sortes de commerces et de services (vêtements, chaussures, meubles, restaurants, librairies, magasin de photo, pharmacie, alimentation, bars, etc.). 
Parmi les établissements célèbres de la Plaza figurent notamment la rôtisserie St-Hubert, dont le premier restaurant y a ouvert en 1951, le magasin de photo L.L. Lozeau, fondé en 1927, et la librairie Raffin, fondée en 1930.
Ce segment de la rue Saint-Hubert abrite aussi des édifices notables, comme le Théâtre Plaza, construit en 1922, et la piscine Saint-Denis (1910).

## Histoire
La Plaza Saint-Hubert fait aujourd’hui partie intégrante du paysage urbain de Montréal. Elle s’est imposée comme l’une des plus importantes artères commerciales de la ville, attirant chaque année des milliers de visiteurs d’un peu partout en province, et de l’extérieur du Québec. Bien que la SDC de Plaza St-Hubert célébra en 2021 le 40e anniversaire de sa création, l’histoire de la rue St-Hubert remonte quant à elle au début du XIXe siècle, période à laquelle l’actuel quartier Petite-Patrie commençait peu à peu à prendre sa forme actuelle.

### XIXesiècle
Le tracé officiel de la rue Saint-Hubert remonte à 1826. À l’époque, le centre de l’île était constitué en majeure partie de terres agricoles, propriétés des sulpiciens. Les divisions territoriales de l’époque différaient de celles que l’on connaît aujourd’hui. En 1840, on assiste à la formation des premiers conseils municipaux. Dès lors, c’est l’administration municipale qui prend en charge la gestion des terres seigneuriales désormais divisées en concessions. Plus tard, au gré des nombreuses fusions et divisions, de nouvelles municipalités voient le jour. C’est ainsi qu’en 1846, le territoire correspondant à l’actuel arrondissement de Rosemont-La-Petite-Patrie consiste principalement en deux villages nommés « Côte-de-la-visitation » (aujourd’hui Rosemont) à l’est et « Côte-Saint-Louis » à l’ouest (Petite-Patrie).
L’appellation « côte » provient du fait que le centre de l’île représente, à l’exception du mont Royal, le territoire possédant la plus forte dénivellation topographique de toute l’île. Le sol de cette région, riche en pierre calcaire, en fait un site propice à l’exploitation. Ainsi, de nombreuses carrières sont déjà en opération le long de la périphérie sud des actuels territoires de Rosemont et de la Petite-Patrie. La population, constituée en grande partie de catholiques francophones, était majoritairement ouvrière. Les paroissiens de Côte-Saint-Louis cultivaient la terre ou travaillaient dans les carrières à l’exploitation de la pierre. De nombreuses résidences sont érigées le long de la jeune rue St-Hubert, mais ce n’est réellement qu’avec l’arrivée de la voie ferrée du Canadien Pacifique, en 1878, que l’on assiste à son développement commercial.
En plus de délimiter officiellement les limites sud du territoire, l’avènement de cette voie ferrée servira à créer de nombreux nouveaux emplois dans le secteur. Plusieurs familles s’installent au nord de cette dernière et aux abords de la rue St-Hubert. S’ensuit alors une période d’expansion économique et urbaine importante. Dès 1880, la rue St-Hubert s’impose comme l’un des axes commerciaux les plus importants du Nord de Montréal. Cette effervescence culmine en 1893 avec l’arrivée du tramway électrique de la Montréal Park & Island Railway Company. Ce dernier facilite grandement les déplacements entre les sites de travail et les quartiers résidentiels et attire un grand nombre de travailleurs immigrants. Résultat, vers 1897, le nombre d’habitants du quartier quadruple et de nombreux nouveaux commerces voient le jour.

### DébutXXesiècle

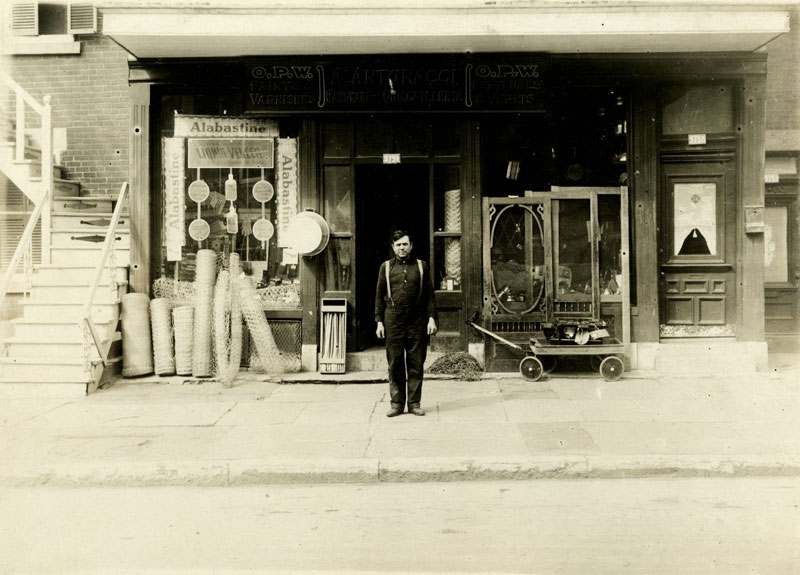
Quincaillerie A. Antonacci, rue Saint-Hubert, Montreal - 1910

L’arrivée massive d’immigrants vers la fin du XIXe siècle, caractérisée alors par une immigration familiale et permanente, servira à modeler l’image du quartier de la Petite-Patrie et à lui conférer le caractère multiethnique qu’il possède toujours à ce jour. Cette poussée majeure de nouveaux arrivants, parmi lesquels on compte notamment des ouvriers irlandais, ukrainiens et italiens, marquera une nouvelle période de prospérité pour la rue St-Hubert. Elle connaîtra ainsi, vers 1910, une fulgurante expansion commerciale. En effet, parmi les nouveaux arrivants ayant érigé pignon sur rue, on compte un grand nombre de commerçants et d’entrepreneurs. La communauté italienne, notamment, connaît une expansion phénoménale au cours de cette période : elle formera sa propre communauté permanente, surnommée la Petite-Italie. La participation de la communauté italienne au développement commercial et industriel du secteur est historiquement considérable ; parmi ces derniers on dénote un grand nombre d’ouvriers, d’entrepreneurs et de maçons qui participeront tous activement au développement du quartier. On n'a qu’à penser à la famille Catelli, dont l’usine de pâtes, située aux coins des actuelles rues Henri-Julien et Bellechasse, aura servi à générer de nombreux emplois et à vivifier le secteur.
Les années qui suivront seront marquées par l’arrivée de nombreux commerces sur la rue St-Hubert. La famille Jasmin (dont le fils, Claude, publiera plus tard un roman intitulé La Petite-Patrie, décrivant son enfance dans le quartier et duquel l’arrondissement tirera officiellement son nom en 1972), y ouvre, vers [930, un magasin de cadeaux exotiques. Puis, en 1951, la famille Léger ouvre la toute première rôtisserie St-Hubert, précurseur de la grande chaîne actuelle des restaurants St-Hubert BBQ. La rôtisserie se dote par la suite d’une des premières affiches au néon de l’époque, à l’effigie du désormais célèbre coq. L’endroit, ayant récemment fait l’objet d’importantes rénovations, demeure d’ailleurs toujours opérationnelle à ce jour.

### 1950-1960
Afin de préserver l’intégrité et la viabilité des petits commerçants locaux face aux méga-centres émergents et autres gros concurrents, plusieurs marchands de la rue St-Hubert décident, en 1954, de se regrouper et de former une association des marchands. Elle mènera finalement, en 1959, à la création de la Plaza St-Hubert telle qu’on la connaît aujourd’hui. C’est le début des « belles années » de la Plaza. En effet, les années 1960 marqueront une période de prospérité sans précédent pour l’artère commerciale. La Plaza constitue alors un lieu économique et culturel très couru du tout Montréal francophone. Les grands artistes de la période, tels que Claude Blanchard, Fernand Gignac, Jean Grimaldi, Raymond Lévesque, Suzanne Lapointe et Michelle Richard s’y produisent régulièrement. L’achalandage atteint de nouveaux sommets. La Plaza est un lieu de rencontres, de commerce, d’échanges et de divertissements vibrant au sein d’un quartier en plein renouveau.
Le tramway est progressivement remplacé par la nouvelle ligne de métro de Montréal, ce qui facilite l’accès aux résidents. Au début des années 1960, la nouvelle station de télévision Télé-Métropole (CFTM-10) vante constamment les mérites de la Plaza sur ses ondes. La très populaire émission Dix sur dix, animée par Réal Giguère, participe également au succès retentissant de la Plaza en offrant la chance à ses téléspectateurs de remporter de nombreux prix en provenance des plus impressionnantes boutiques de l’artère. Au cours de cette période se tiennent les premiers « défilés de Noël » le long de la rue St-Hubert, événement annuel qui demeure à ce jour très populaire auprès des Montréalais. La rue poursuit son ascension et de plus en plus de magasins décident de s’y installer. Il est possible d’y apercevoir presque toutes les classiques de l’époque : la quincaillerie Lambert, le magasin Greenberg, le magasin Sauvé, l’épicerie Dionne et plusieurs autres noms qui auront marqué le milieu du commerce.

### 1970-1980
Cette période de prospérité se poursuit au cours des années 1970. Des subventions à la rénovation de logement rendent possible la restauration de plusieurs unités d'habitation, embellissant le quartier et contribuant à la valorisation de l’artère commerciale. La Plaza St-Hubert présente, en 1973, la toute première édition de sa grande vente trottoir annuelle. Il s’agit à ce moment d’une première au Québec pour un tel événement. Les années 1980 seront marquées par une nouvelle vague d’immigration dans le secteur. En effet, de nombreux nouveaux arrivants, issus cette fois-ci en majorité de pays latino-américains, d'Haïti et de pays asiatiques (surtout du Viêt Nam), élisent domicile dans le quartier. Certains d’entre eux ouvrent de nouveaux commerces. Ces nouveaux habitants contribuent dès lors à la vitalité commerciale, à la richesse culturelle et à la diversité sociale qui serviront à forger le caractère unique et le dynamisme de l'arrondissement tel qu’on le connaît aujourd’hui.
En 1984, la ville de Montréal décide de tenter une expérience en design urbain et dote la Plaza d’une impressionnante marquise de verre abritant les deux trottoirs de la rue St-Hubert sur une distance de 1,2 km. Désormais célèbre pour cette particularité esthétique, la Plaza continue d’être un des lieux de prédilection pour le magasinage des Montréalais.

### Modernisation de 2018 à 2020
Le réaménagement de la rue Saint-Hubert consiste à effectuer les travaux suivants :
- la mise à niveau des infrastructures souterraines (conduites d'égout et d'aqueduc, équipements de la Commission des services électriques de Montréal (CSEM);
- le remplacement de la marquise par une installation plus légère et plus claire;
- l'aménagement d'une voie multiusage, accueillant les vélos et les automobilistes ainsi qu'une voie de stationnement;
- la construction de larges trottoirs en pavé de béton;
- la création de places publiques et la mise en place d'un nouveau mobilier urbain;
- la plantation d'arbres en bordure de la marquise. La ville prévoit planter 200 arbres d'ici la fin des travaux[1].

Ces travaux auront pour effet d'augmenter le confort et la convivialité de cette artère tout en lui proférant une facture visuelle contemporaine et plus de visibilité pour ses quelque 400 commerces
Également, ces travaux majeurs ont permis de moderniser la marquise. Après un démantèlement de l'ancienne, la nouvelle marquise installée en 2020 est plus légère, contemporaine et aux de dimensions moins imposantes que l’ancienne. Elle est construite d’acier et de verre.
De plus, durant ces travaux, les propriétaires d'immeubles ont été invités à refaire leur face via un programme d'aides offerts par la Ville. Ce programme de subventions PRAM Artères en chantier est accessible à la SDC, aux propriétaires et aux commerçants tout au long de travaux, pour la réalisation d’études commerciales et de travaux de rénovation.

## Société de Développement Commercial
Les 400 commerçants de l’artère sont appuyés par la Société de Développement Commercial de la Plaza St-Hubert, un organisme à but non lucratif fondé en 1981, qui les regroupe. Celle-ci a pour but de promouvoir le développement commercial et la notoriété de la rue St-Hubert au moyen d'initiatives allant du concours en entrepreneuriat à des projets de revitalisation, en passant par la tenue d’événements tels que la vente-trottoir annuelle de la Plaza, nommée depuis 2010 « Atmosph’air sur la Plaza ».